# Fuga (pel·lícula de 2018)
Fuga és una pel·lícula dramàtica polonesa de 2018 dirigida per Agnieszka Smoczyńska. Es va projectar a la secció Setmana de la Crítica del 71è Festival Internacional de Cinema de Canes.

## Argument
L'Alicia, una dona de mitjana edat que pateix pèrdua de memòria, està construint el seu propi estil de vida lliure. Contra la seva voluntat, es veu obligada a tornar a la seva família i assumir els papers de mare, dona i filla. No obstant això, el marit i el fill no reconeixen aquesta dona, que sembla familiar, però que alhora actua com una desconeguda.

## Repartiment
- Gabriela Muskala com a Alicja & Kinga
- Lukasz Simlat com a Krzysztof
- Malgorzata Buczkowska com a Ewa
- Piotr Skiba com a Michal
- Halina Rasiakówna com a Mare
- Zbigniew Walerys com a Pare

## Recepció
En una ressenya principalment positiva per al Krakow Post Giuseppe Sedia va escriure: "El talent autosostenible de Smoczynska és capaç de brillar amb llum pròpia fins i tot sense les lluentons del seu atrevit esforç de debut", i va afegir que "podria aixafar les esperances dels espectadors que persegueixen l'extravagància o l'originalitat a qualsevol preu".